# Cryptoblepharus cygnatus
Cryptoblepharus cygnatus (змієокий сцинк Свонсона) — вид сцинкоподібних ящірок родини сцинкових (Scincidae). Ендемік Австралії.

## Поширення і екологія
Змієокі сцинки Свонсона широко поширені на півночі Північної Території, від східної частини Арнемленду до ущелини Нітмілук, зокрема на островах Тіві. Вони живуть у сезонно вологих тропічних лісах.